# Herbert Budzikiewicz
Herbert Budzikiewicz (* 20. Februar 1933 in Wien; † 9. Juli 2019 in Hürth) war ein österreichisch-deutscher Chemiker.

## Leben
Herbert Budzikiewicz studierte zunächst Chemie an der Universität Wien und promovierte dort 1959 bei Friedrich Wessely. Von 1961 bis 1965 war er an der Stanford University tätig, ehe er ein Jahr später an der TU Braunschweig habilitierte. Im Jahr 1970 wurde er Professor für Organische Chemie an der Universität zu Köln, wo er bis zu seiner Emeritierung 1998 tätig war.
Budzikiewicz war Mitglied der Deutschen Gesellschaft für Massenspektrometrie (DGMS). Von 1983 bis 1985 war er Vorsitzender der Vorgängerorganisation der DGMS, der Arbeitsgruppe Massenspektrometrie. Budzikiewicz veröffentlichte nahezu 500 wissenschaftliche Publikationen. Sein Forschungsschwerpunkt lag im Bereich der Massenspektrometrie von Naturstoffen.

## Publikationen (Auswahl)
- mit Matthias Schäfer: Massenspektrometrie. Eine Einführung. 6. Auflage. Wiley-VCH, Weinheim 2012, ISBN 978-3-527-32911-3.
- Mass spectrometry of organic compounds. Holden-Day, 1967.
- mit Carl Djerassi, Dudley Williams: Interpretation of Mass Spectra of Organic Compounds. Holden-Day, 1964, ISBN 0-8162-1181-7.
- Structure Elucidation of Natural Products by Mass Spectrometry. Holden-Day, 1964, ISBN 0-8162-1191-4.